# Тартер, Джилл
Корнелл Джилл Тартер (род. 16 января 1944) — американский астроном; наиболее известна работами по поиску внеземных цивилизаций (SETI). Руководила Центром поиска внеземного разума (проект «Феникс») и заведовала кафедрой SETI Бернарда М. Оливера в Институте SETI. Член Американского философского общества (2024).

## Ранние годы
Выросла в штате Нью-Йорк; окончила среднюю школу Истчестер, в одноимённом городе в 1961 году. Большое влияние на выбор профессии оказал отец.
Получила степень бакалавра в области прикладной физики в Корнеллском университете; была единственной женщиной на курсе. Интерес к астрономии возник во время обучения в магистратуре и докторантуре в университете Калифорнии в Беркли.. В своей докторской диссертации ввела в обиход термин «коричневый карлик» для обозначения малых по массе звездных объектов, имеющих нестабильный характер реакции синтеза водорода.

## Карьера в астрономии

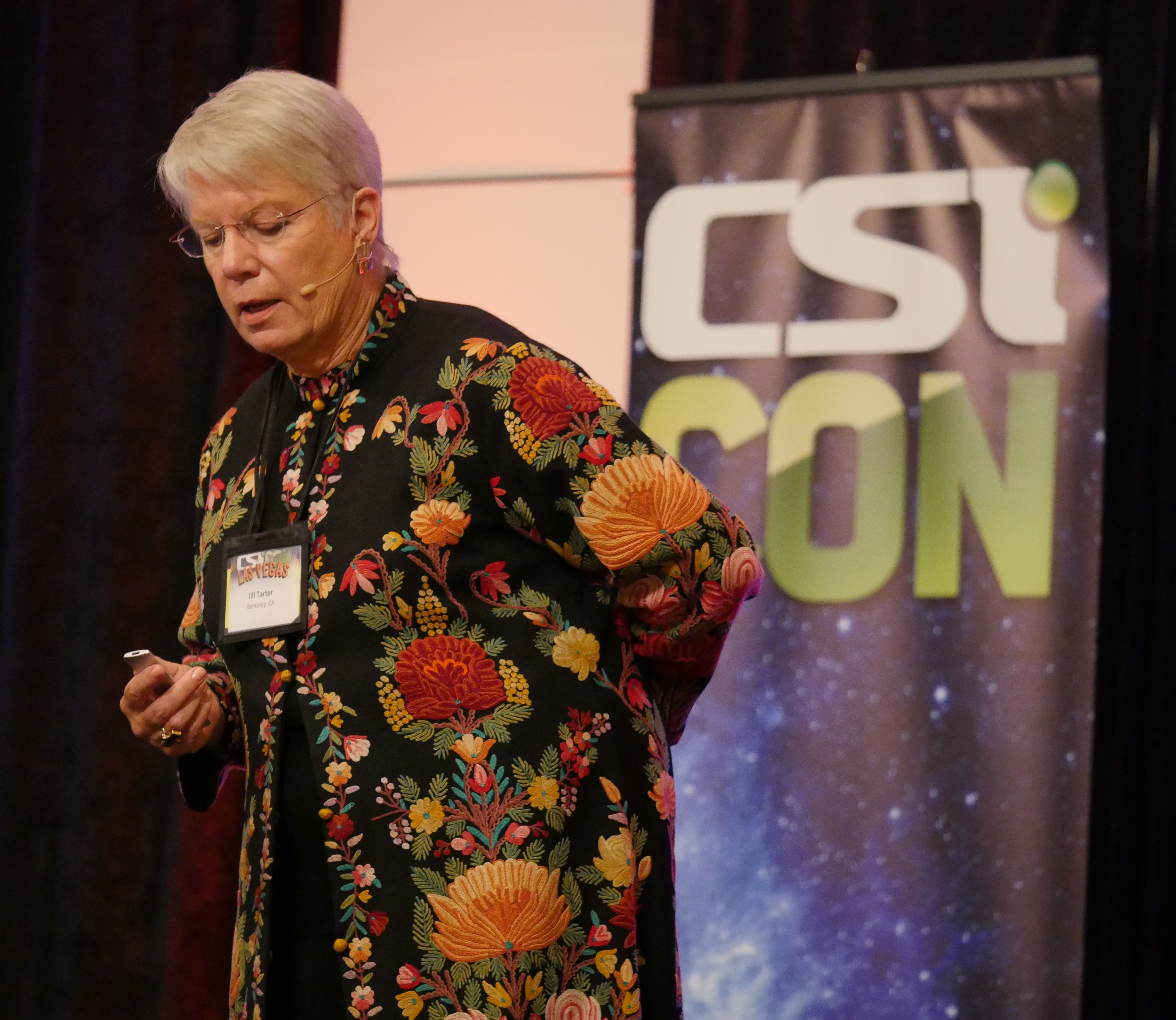
«Жизнь Вне Земли» CSICon 2016

Тартер работала на ряде крупных научных проектов, как правило, связанных с поиском внеземной жизни. Ещё аспиранткой она познакомилась с проектом «Циклоп». Профессор Стюарт Бауэр дал ей прочитать отчет, когда узнал, что Тартер может программировать компьютер PDP-8, который был подарен проекту Джеком Уэлчем и установлен в
радио-обсерватории Хэт-Крик. В дальнейшем Тартер работала с Бауэром над проектом SERENDIP по поиску внеземных цивилизаций методами радио-астрономии. В 1992 и 1993 годах была штатным научным сотрудником на проекте НАСА High Resolution Microwave Survey (HRMS); позднее была назначена директором проекта «Феникс» (продолжение HRMS) в структуре Института SETI. В 2002 году совместно с Маргарет Тернбулл предложила проект HabCat — один из основных компонентов проекта «Феникс». В общей сложности Тартер отдала поискам внеземной жизни более 35 лет до того как в 2012 году она объявила о своем уходе на пенсию.

## В массовой культуре
Научная работа Тартер получила отражение в романе Карла Сагана «Контакт». В фильме-экранизации романа Тартер была прототипом главной героини Элли Эрроуэй в исполнении Джоди Фостер. До и во время съёмок фильма Тартер несколько месяцев общалась с актрисой, в результате чего роль Элли Эрроуэй была основана на работах Тартер.

## Полемика с Хокингом
Накануне конференции SETIcon (2012) Тартер вступила в полемику с известным астрофизиком Стивеном Хокингом. Хокинг считал, что следует избегать активных попыток контакта с внеземными цивилизациями, поскольку такие попытки несут, по мнению Хокинга, угрозу вторжения инопланетян. Тартер же придерживалась того мнения, что внеземная цивилизация, способная преодолеть огромные межзвёздные расстояния, окажется настолько развитой, что не будет иметь склонности к насилию:
Часто образы пришельцев в фантастике говорят больше о нас, чем о пришельцах…. При всем уважении, я позволю себе не согласиться с сэром Стивеном Хокингом в том, что инопланетная жизнь может попытаться завоевать или колонизировать Землю. Если инопланетяне смогут когда-нибудь посетить Землю, это будет означать, что они будут иметь технологии достаточно развитые для того, чтобы им не были нужны рабы, пища или другие планеты. Наиболее вероятно, что их целью будет просто изучение [Земли]. Кроме того, учитывая возраст Вселенной, мы, вероятно, не будем их первым контактом. Такие фильмы, как «Люди в чёрном III», «Прометей» и «Морской бой» — это отличное развлечение и отражение наших собственных страхов, но считать их предсказанием встреч с пришельцами нельзя.
Оригинальный текст (англ.)
“Often the aliens of science fiction say more about us than they do about themselves.... While Sir Stephen Hawking warned that alien life might try to conquer or colonize Earth, I respectfully disagree. If aliens were able to visit Earth that would mean they would have technological capabilities sophisticated enough not to need slaves, food, or other planets. If aliens were to come here it would be simply to explore. Considering the age of the Universe, we probably wouldn’t be their first extraterrestrial encounter, either. We should look at movies like ‘Men in Black III,’ ‘Prometheus’ and ‘Battleship’ as great entertainment and metaphors for our own fears, but we should not consider them harbingers of alien visitation.